# Dark Funeral (MCD)
Dark Funeral (MCD), formados en 1993 por Lord Ahiriman, este es el primer CD de Dark Funeral, es considerada una obra maestra por algunos fanes y por otros solo el comienzo de una de las grandes bandas del black metal.

## Listado de canciones
1. Open the Gates - 04:34
2. Shadows Over Transylvania - 04:23
3. My Dark Desires - 03:53
4. In the Sign of the Horns - 03:44

## Créditos
- Lord Ahriman - Guitarra principal
- Blackmoon - Guitarra rítmica
- Themgoroth - Vocales/Bajo
- Draugen - Batería

- Datos: Q378266